# Boleráz
Boleráz és un poble i municipi d'Eslovàquia que es troba a la regió de Trnava, a l'oest del país.

## Història
La primera menció escrita de la vila es remunta al 1240.

## Demografia
| Godina             | 1994 | 2004   | 2014   | 2024   |
| ------------------ | ---- | ------ | ------ | ------ |
| Nombre de persones | 1988 | 2062   | 2262   | 2395   |
| Diferència         |      | +3,72% | +9,69% | +5,87% |

| Godina             | 2023 | 2024 |
| ------------------ | ---- | ---- |
| Nombre de persones | 2395 | 2395 |
| Diferència         |      | +0%  |